# Tour della nazionale maschile di rugby a 15 delle Samoa Occidentali 1992
Nel periodo tra le edizioni del 1992 e del 1995, la nazionale di rugby XV di Samoa si è recata varie volte in tour oltremare.
Nel 1992 si recano in Nuova Zelanda dove cedono a Waikato, poi superano Bay of Plenty e Manawatu
| Hamilton 1º giugno 1992 | Waikato | 39 – 29 | Samoa XV |  |

| Tauranga giugno 1992 | Bay of Plenty | 16 – 56 | Samoa XV |  |

| New Plymouth giugno 1992 | Manawatu | 22 – 33 | Samoa XV |  |